# 三ッ林隆志
三ッ林 隆志（三ッ林 隆志、みつばやし たかし、1953年（昭和28年）7月5日 - 2010年（平成22年）8月2日）は、日本の政治家、医師。自由民主党所属の元衆議院議員。
小児科医師として地域医療にも携わった。議員職にあった際にも埼玉県幸手市に開業している現役医師であった（その後は病院長は夫人が務めた）。

## 略歴
埼玉県北葛飾郡幸手町（現・幸手市）出身。三ッ林弥太郎の二男。
1972年（昭和47年）、埼玉県立不動岡高等学校卒業。1978年（昭和53年）、埼玉医科大学卒業。
1982年（昭和57年）、埼玉医科大学大学院修了。勤務医（埼玉医科大学病院、所沢市市民医療センター）。
1989年（平成元年）、埼玉県厚生連幸手総合病院勤務。1993年（平成 5年）、埼玉医科大学講師。
2000年（平成12年）、開業医（さって西クリニック）。自由民主党埼玉第14選挙区支部長就任。第42回衆議院議員総選挙にて初当選。
2002年（平成14年）、埼玉医科大学理事就任。2003年（平成15年）、利根川治水同盟副会長。第43回衆議院議員総選挙にて2期目当選。
2005年（平成17年）、第44回衆議院議員総選挙にて3期目当選。2009年（平成21年）、第45回衆議院議員総選挙には公明党の推薦を受けて出馬するも落選。
2010年（平成22年）8月2日、心筋梗塞のため死去する。告別式は同月6日午前10時から埼玉県幸手市千塚の自宅で行われる。

## 政策
- 選択的夫婦別姓制度導入に賛成[5]

## 家族
三ッ林家
- 祖父・幸三（1893年 - 1977年、幸手町長、埼玉県会議長、衆議院議員、農業）[3]
- 父・弥太郎（1918年 - 2003年、衆議院議員、科学技術庁長官）[3]
- 弟・裕巳[3]（医師、衆議院議員、1955年 - ）

## 所属していた団体・議員連盟
- 外国人材交流推進議員連盟
- 北京オリンピックを支援する議員の会
- 日韓議員連盟
- 自民党動物愛護管理推進議員連盟（幹事）
- 再チャレンジ支援議員連盟